# 20 et 21 : Revue d'histoire
20 et 21 : Revue d'histoire (typographié 20 & 21. Revue d'histoire, avant 2019 dénommée Vingtième Siècle : Revue d'histoire), est une revue historique trimestrielle d'histoire politique et culturelle fondée en 1984 et publiée par les Presses de Sciences Po.

## Démarche
20 et 21. Revue d'histoire est une revue d'histoire contemporaine de langue française. Elle se consacre à l'histoire française, européenne et mondiale des XXe et XXIe siècles. Elle couvre les principaux champs de la recherche historique : politique, idéologique, culturelle, sociale et économique.
Elle est publiée dans le cadre d'une convention avec l'Association pour l'histoire du vingtième siècle et avec le concours du Centre national du livre.

## Histoire

### Création
La revue est créée à l'initiative de François Bédarida, Jean-Pierre Rioux et Michel Winock, la même année que le Centre d'histoire de l'Europe au XXe siècle.
Elle entend combler une « lacune » dans les revues d'histoire en langue française en ce qui concerne l'histoire du temps présent, alors en pleine légitimation dans le milieu historien français. Elle est d'ailleurs créée six ans après l'Institut d'histoire du temps présent, auquel appartenaient plusieurs membres de la rédaction.
La revue se devait d'aborder le temps présent dans toutes ses dimensions : le politique et l'idéologie tout d'abord, mais aussi en accueillant les points de vue de l'histoire sociale, de l'histoire économique, de la jeune histoire culturelle, de l'ethnologie.

### Évolution
L'histoire politique a dominé les premières années de la revue, l'économie ou les relations internationales ne suscitant qu'une minorité d'articles. Cependant la revue a reflété le développement de l'histoire culturelle et plus particulièrement de l'histoire culturelle du politique, qui en étudie les représentations et les dimensions symboliques.
Début 2019, Vingtième Siècle : Revue d'histoire change de nom pour réitérer son attachement au contemporain. Elle devient 20 et 21. Revue d'histoire.

## Rédaction et comité
- Rédaction en chef : Jean-Pierre Rioux (1984-2004) ; Olivier Wieviorka (2004-2014) ; Raphaëlle Branche (2014-2020) ; Christophe Granger et Marie-Bénédicte Vincent
- Directeur de la publication : Jean-Pierre Rioux